# Раздяловичи
Раздя́ловичи (бел. Раздзя́лавічы) — агрогородок в Ганцевичском районе Брестской области, входит в состав Хотыничского сельсовета. Расположен в 9 км от автодороги Ганцевичи — Логишин Р105 и в 29 км от города Ганцевичи. Население — 1016 человек (2019).

## Топонимика
В. А. Жучкевич связывает название со словом «раздел», иллюстрирующим старые земельные отношения.
Существует легенда о происхождении названия: «…Было у матери трое сыновей. Выросли они, старший и средний из отцовского гнезда улетели. Первый среди бора поселился, там теперь деревня Борки. И второй недалеко ушел — поделил с соседом землю и построился на „раздяле“, там теперь Раздяловичи стоят. А третий захотел с матерью остаться, так место и назвали — Хатеничи, а потом они Хотыничами стали».

## Инфраструктура
Расположены школа, ясли-сад,  пятиэтажные дома, двухэтажные, 2 церкви, амбулатория, магазины, кофе и т. д. 

## Достопримечательности
- Памятник землякам. Установлен в 1975 году.
- На месте гибели капитана Новикова Ивана Васильевича установлен обелиск (1975 г.). На данном месте 25 июня 1941 года в воздушном бою с гитлеровцами погиб капитан Новиков Иван Васильевич штурман эскадрильи 39 скоростного авиаполка бомбардировщиков.
- Протестантский храм (после 1990 года).[5]
- Водохранилище "Раздяловичское"
- Оллея состоящая из 80 берёз, посаженая 9 мая 2025 года, в честь восьмидесетилентия с дня победы.